# NGC 1787
NGC 1787 (również ESO 85-SC31) – gromada otwarta znajdująca się w gwiazdozbiorze Złotej Ryby. Leży w kierunku Wielkiego Obłoku Magellana, lecz należy do naszej Galaktyki. Odkrył ją John Herschel 25 grudnia 1837 roku. Wiele katalogów i baz obiektów astronomicznych (np. SIMBAD) błędnie określa nazwą NGC 1787 pozornie znacznie mniejszą gromadę SL 178 należącą do Wielkiego Obłoku Magellana, jednak nie pasuje ona do opisu Herschela, który napisał, że obiekt ten jest bardzo duży i wypełnia całe pole widzenia teleskopu. SL 178 widoczna jest we wschodniej części NGC 1787.